# Christian T. Elvey
Christian Thomas Elvey (1 de abril de 1899 - 1 de marzo de 1970) fue un astrónomo y geofísico estadounidense.

## Semblanza
Elvey nació en Phoenix (Arizona), hijo de John A. y de Lizzie Christina (Miller de soltera).
Alumno de la Universidad de Kansas, estudió astronomía y física, graduándose en 1921 y obteniendo la maestría en 1923. Se doctoró en 1930 en la Universidad de Chicago con una tesis acerca de "The Relations Between the Observed Contours of Spectral Lines and the Physical Properties of the Stars" (Las Relaciones entre el Contorno Observado de las Líneas Espectrales y las Propiedades Físicas de las Estrellas).
Elvey trabajó en el Observatorio Yerkes y posteriormente en el Observatorio McDonald. Investigó acerca del espectro de las estrellas, la luz galáctica, las auroras polares, y sobre la tenue luz nocturna difusa que se aprecia en el plano de la eclíptica (denominada en alemán "gegenschein", desde que Alexander von Humboldt describiese este fenómeno).
Durante los años 1939 y 1940 trabajó con dos astrónomos del Observatorio Yerkes: Otto Struve (antiguo profesor suyo) y Christine Westgate, dedicándose al estudio del índice de rotación en estrellas de gran masa mediante procedimientos espectroscópicos. Durante la Segunda Guerra Mundial participó en la investigación aplicada para el diseño de un cohete balístico en el Instituto de Tecnología de California. A continuación pasó a la base de la Estación de Pruebas de la Artillería Naval de los Estados Unidos situada en Lake China, donde fue nombrado director en 1951.
En 1952, Elvey fue nombrado Director del Instituto Geofísico en Alaska, donde permaneció hasta 1963. Inició un estudio de las auroras y colaboró en el diseño de una cámara capaz de captar todo el cielo como parte del Año Geofísico Internacional (AGI) durante 1957–1958. Fue decisivo en la obtención de la financiación para el AGI de la Fundación Nacional para la Ciencia. Nombrado presidente del Comité de la Aurora y de la Luminiscencia en la Unión Internacional de Geodesia y Geofísica, entre 1961 y 1963 desempeñó el cargo de vicepresidente de Investigación y Estudios Avanzados en la Universidad de Alaska. Retirado en 1967, falleció en Tucson (Arizona) tres años más tarde. Estuvo casado con Marjorie Dora Purdy, con quien tuvo un hijo (Thomas) y una hija (Christina).

## Premios y honores
- Doctor honoris causa por la Universidad de Alaska (19 de mayo de 1969)[2]
- El cráter Elvey situado en la cara oculta de la Luna lleva este nombre en su memoria.[5]
- El Edificio C. T. Elvey, sede del Instituto Geofísico en la Universidad de Alaska, también lleva su nombre.[9]